# 千子正重
正重（まさしげ、1403  – 康正2年2月（1456年3–4月））は、室町時代伊勢国千子派の刀工。千子派始祖村正の門人。また、その一派の名、その刀の名。正重の一派は江戸時代には村正に替わって千子派の主流となり、千子正重（せんご まさしげ）の銘を切った。
楠木正重（くすのき まさしげ）としては、室町時代、楠木氏の棟梁。楠木氏嫡流伊勢楠木氏第2代当主。楠木正成玄孫であり、正成三男で楠木氏棟梁だった正儀の曾孫。父は正顯、子は同名の正重（刀工としては二代正重）。

## 概要
初代正重は、利刃をもって称される伊勢国桑名の住人、名工千子村正第一の高弟。系図上では最低4代（1400年代前半から1500年代前半まで）あり、その後は何代まで続いたか明らかではないが、現存する刀の銘から実際は少なくとも1662年ごろまでは存続したことが確認できる。新刀期（1596–1781年）以前の代の正重は単に「正重」「正重作」と銘を切るが、新刀期に入ってから千子派の「千子」銘は村正から正重に移行して、正重の派が「千子正重」と銘を切るようになるため、千子派の中核の地位は徐々に村正の系統から正重の系統に移ったのではないかと言われている。
正重の末流は桑名城三の丸西隣の江戸町に居住して小刀や剃刀などを製造していたらしい。
作風は、「作品短刀多く刃文直刃、乱の腰刃ありて村正同様の作風である」（藤代義雄）。
また、「正」字も村正風の草体だが、村正より身幅が広く、刃文は刃先に駆け出したものがあまりなく、沸が足りないなどの違いがある。
藤代義雄の評価では、大永（1521-1528年）の頃の正重は末古刀上々作。
同じ大永の村正が末古刀最上作、永正（1504-1521）の村正は末古刀上々作、弘治（1555-1558）の村正は末古刀中上作であるから、二番手の村正とほぼ同等の評価、粗悪な村正より上である。
正重銘のある刀剣としては、「刀　銘正重」「短刀 〔 銘　（表）正重　（裏）多度山権現〕」「太刀　銘　勢州桑名藤原千子正重 寛文元年十二月及び同二年正月」（桑名宗社、二口）として三点四口が
三重県指定有形文化財に指定されている。
「刀　銘正重」は松代藩真田家伝来の刀だという。
桑名宗社奉納品の二口は寛文元年12月から2年1月（1662年1–3月）と江戸時代の作刀で、この時期の千子派の作刀は少ないが、これらの刀剣は年号と居住地が切ってあって、正重の基準作例として三重県工芸史上で重要である。
本姓の楠木（あるいは橘）ではなく藤原と切ってあるが、これは師の村正や弟子の勝吉も同じで、藤原を称するのが千子派の慣習だったと考えられる。
村正の一派、あるいはその影響を受けたとされる刀工のうち、楠木氏の家系図にも登場する人物としては、
正真、二代正真、雲林院政盛、正利などがいる。
正真は酒井忠次の愛刀猪切や本多忠勝の愛槍蜻蛉切で有名（蜻蛉切については同名の別人の正真という説もある）、
正利は良業物、代表的な作品に丹羽氏次の愛槍「岩突」。
このうち正利に関しては正重（何代目かは不明）に師事し、一時期は矢根鍛冶（矢尻を作る鍛冶）として活動していたことが家系図に記されている。
しかし、他の刀工については鍛冶関係について触れられておらず、正重から教えを受けたのか、流祖・村正から直接教えを受けたのかは謎である。
また、山田浅右衛門の『古今鍛冶備考』によれば、寛永（1624-1645）から寛文（1661-1673）の頃の勝吉という刀工は千子正重の弟子で、重郎左エ門と号し、「勢州桑名住藤原勝吉」と銘を切り、播州姫路（兵庫県姫路市）でも作刀したことがあるという。
「太刀　銘　勢州桑名住藤原勝吉」が三重県有形文化財、元和8年5月（グレゴリオ暦1622年6-7月）の年紀が切ってある。

## 楠木氏棟梁としての正重
楠木氏の宗家としての正重の歴史は、伊勢楠木氏と縁戚関係にあった村田氏が著した伊勢楠木氏家系図『全休庵楠系図』に載っており、南北朝研究の専門家藤田精一は他の古資料と整合性を検証した結果、史証が多く系図の史的価値は高いとしている。

### 初代正重
1392年の南朝消滅後も、楠木正成の孫で楠木氏棟梁の座にあった楠木正勝は足利幕府に対しゲリラ戦を繰り返していたが、応永6年（1399年）、大内義弘が幕府に反乱を起こすと（応永の乱）、これに呼応して長男正顯・次男正堯を引き連れて合流する。
しかし、同年12月、堺が落城して反乱軍側の敗北、翌7年1月5日（1400年1月31日）に正勝も傷が元で死んでしまう。
その後、弟の正堯は丹波国、兄の正顯は伊勢国勢州鹿伏兎谷平之沢に落ち延び隠れた（現在の三重県亀山市加太市場、あるいは亀山市関町金場）。これが楠木氏嫡流伊勢楠木氏の起源である。
1403年、正顯が鹿伏兎谷に落ち延びて3年後に、正重が誕生（母の名や出自は伝わらない）。
1405年には同母弟の正理が、さらにしばらくして正威という弟（同母かは不明）が生まれた。
正重は幼名を多聞丸、平ノ沢太郎左衛門尉と号した。住居は勢州鹿伏兎平ノ沢金場（現在の三重県亀山市関町金場）。成長して、勢州桑名千子村の住人、村正の弟子となった（千子村が現在のどこかは不明）。
『楠町史』の編纂者は、正重が村正の門下に入ったのは、南朝護持のために名刀を作る目的があったことと、足利幕府からの詮索の隠れ蓑とするためであったこともあるだろう、としている。
永享10年11月（1438年11–12月）、父正顯が死去。この時に、家督を継いで伊勢楠木氏第2代当主になったと考えられる。
伊勢に移って40年以上沈黙を守ってきた楠木氏だが、嘉吉3年（1443年）、弟の正威が京都禁裏への襲撃部隊に参加し、さらに後南朝の指導者、尊義王を奉じて挙兵、そして同年9月25日（西暦で10月18日）、比叡山で討死してしまう（南朝残党が三種の神器を奪った禁闕の変）。のちにもうひとりの弟の正理も文安4年12月（1448年1月）紀伊国北山の蜂起（護聖院宮#その後）に加わったがやはり戦死している。
祖父や弟らが武将として壮絶な死を遂げたのと異なり、初代正重は戦に関わった記録は系図にはなく、生涯を一介の鍛冶師として貫いたらしい。

### 二代目以降

#### 二代正重
二代正重（1427年 – 長享2年1月（1488年2–3月））あるいは川俣正重は、千子派の刀工で伊勢楠木氏第3代当主。
父は初代正重、母は伊勢の地下人引田将監胤澄の娘。
兵庫助を名乗り、また、二王丸とも号した。
初代に引き続き鹿伏兎に在住し、桑名の村正に師事した。
二代正重の頃から楠木ではなく川俣（系図原文では「川俟」）を名乗るようになり、二代正重は伊勢川俣氏の祖となった。
これは当時「朝敵」楠木を名乗るのが朝廷に憚られたためで、後に第6代当主正忠の代になってやっと先祖朝敵御免の勅許が出されたので、伊勢楠木氏は楠木に復姓している（正重の系統も復姓したかは不明、勅免が出た経緯については楠木正虎を参照）。
楠村の楠城（楠山城）の第4代城主だった叔父の正威が禁闕の変で戦死してしまったため、北畠教具の命で、正威の家系が安定するまでの間、楠城の城代を務めた。
息子に三代正重と初代正真がいて、初代正真の息子が二代正真と雲林院政盛である。

#### 三代正重
三代正重（1449年 – 大永5年6月（1525年6–7月））あるいは川俣正重（父と同姓同名）は、千子派の刀工で伊勢楠木氏第4代当主。父は二代正重、母は不明。
川俣左近太郎を名乗り、伊勢楠木氏の本拠地を鹿伏兎から楠村に移した。
これは父の二代正重と同じく、楠城に城代として入城したのだとも言われる。
三代正重の長男は刀工として四代正重を継いだが、伊勢雲林院に移住したため、
家督の継承権は次男の川俣兵部丞正徳が持っていた。
ところが、正徳が明応5年8月（1496年9–10月）に数え26歳で急死してしまう。
そこで、傍系の正充（初代正重の弟である正威の孫）を養子に迎え入れ、以降当主の座は正充の系統に移った。

#### 四代正重
四代正重（文明13年（1481年） – 没年不明）は千子派の刀工。
父は三代正重、母は高松七右衛門尉の娘。はじめ桑名の千子村に住んでいたが、後に従兄弟の刀工である雲林院正盛が住む雲林院に移った。

#### その後
四代正重から正重の一派は嫡流を外れるため歴史的な動静は不明だが、
藤田精一は、『勢州四家記』を引いて、1577年、東門院（北畠具親）が北畠具豊（織田信雄）に対抗して挙兵した時、東門院のもとに参じた戦力として川俣（あるいは川俟、河俣）の一族がいたことを指摘している。
#概要に書いた通り、現存する刀の銘からは少なくとも1662年ごろまでは正重の子孫が刀工として活動していたことが確認でき、
さらにその末流は桑名城三の丸西隣の江戸町に居住して小刀や剃刀などを製造していたらしい。

### 刀剣書との整合性
初代正重の村正との関係と主な活動時期について、古剣書では、
- 『如手引抄』（慶安3年（1650年））に初代村正の弟、
- 『古刀銘尽大全』（寛政3年（1791年））に三代村正の門人で正長（1428-1429年）のころ、
- 『本朝鍛冶考』（寛政8年（1796年））に三代村正の子で大永（1521-1528年）のころ、
- 本阿弥長根『校正古刀銘鑑』（文政13年（1830年））に長禄（1457-1461年）のころ、
- 山田浅右衛門『古今鍛冶備考』（文政13年（1830年））に永享（1429-1441年）のころ、

となっている。『本朝鍛冶考』の大永説を除けば、古剣書は基本的に揃って1400年代前半〜中頃を主張しており、時期に関しては基本的に『全休庵楠系図』と大きく外れてはいない。
藤代義雄は、永享の正重をまだ自分の目で見たことがない、という経験を重視し、大永を初代とする説が正しいであろう、としている。
福永酔剣は古い正重は年紀が切られていないため時代を特定するのが困難であるとはいえ、『全休庵楠系図』の内容は信憑性が高く、基本的にはこの系図が妥当であろう、としている。

## 河内国茨田郡出口正重
千子派の正重と同時期に「河内国茨田郡出口正重作」と銘を切る刀工がいて、『新古刀大鑑』『大日本刀剣新考』などは「正」の書体や作風から見てこれを千子派の正重と同一人物とする。藤田精一はさらに論を一歩進めて、河内は正重の先祖楠木氏発祥の地であるからそこに駐槌地（本拠地とは別の鍛冶場）を置いたのであり、出口（今の枚方市出口）は秦に近く、また、正成生誕の地金剛山を眺めることができるのも理由であろう、と延べている（秦＝寝屋川市秦町は、かつて後鳥羽上皇の御番鍛冶がいた場所）。
また、正重の「正」の書体も、師・村正にだけではなく、正成・正行・正儀らの筆跡にも似ているようにも思える、と述べている。

## 遺構
楠木正重（初代正重）のものかは不明だが、ある人物が鍛冶場を構えた場所の遺構が実際に亀山市関町金場に現存し、2011年現在になっても鉄滓や炉壁が収集されている。なお、正重が金場に「平ノ沢城」という城郭を構えたという説もあったが、再度の発掘調査ではそのような城址は見られず、城というほど大規模な館ではなかったらしい。